# Иоанн Малала

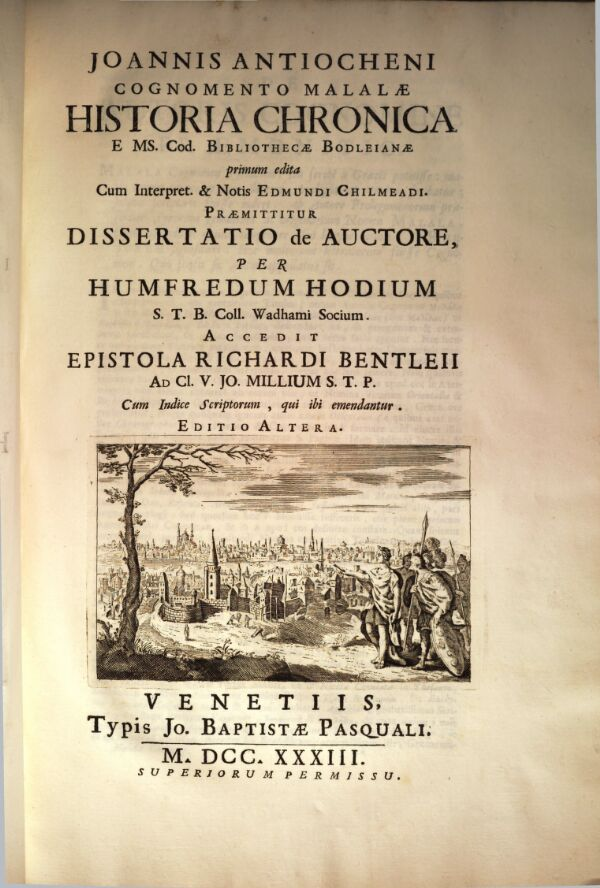
Иоанн Малала. «Хронография». Издание Венеция. 1733 год.

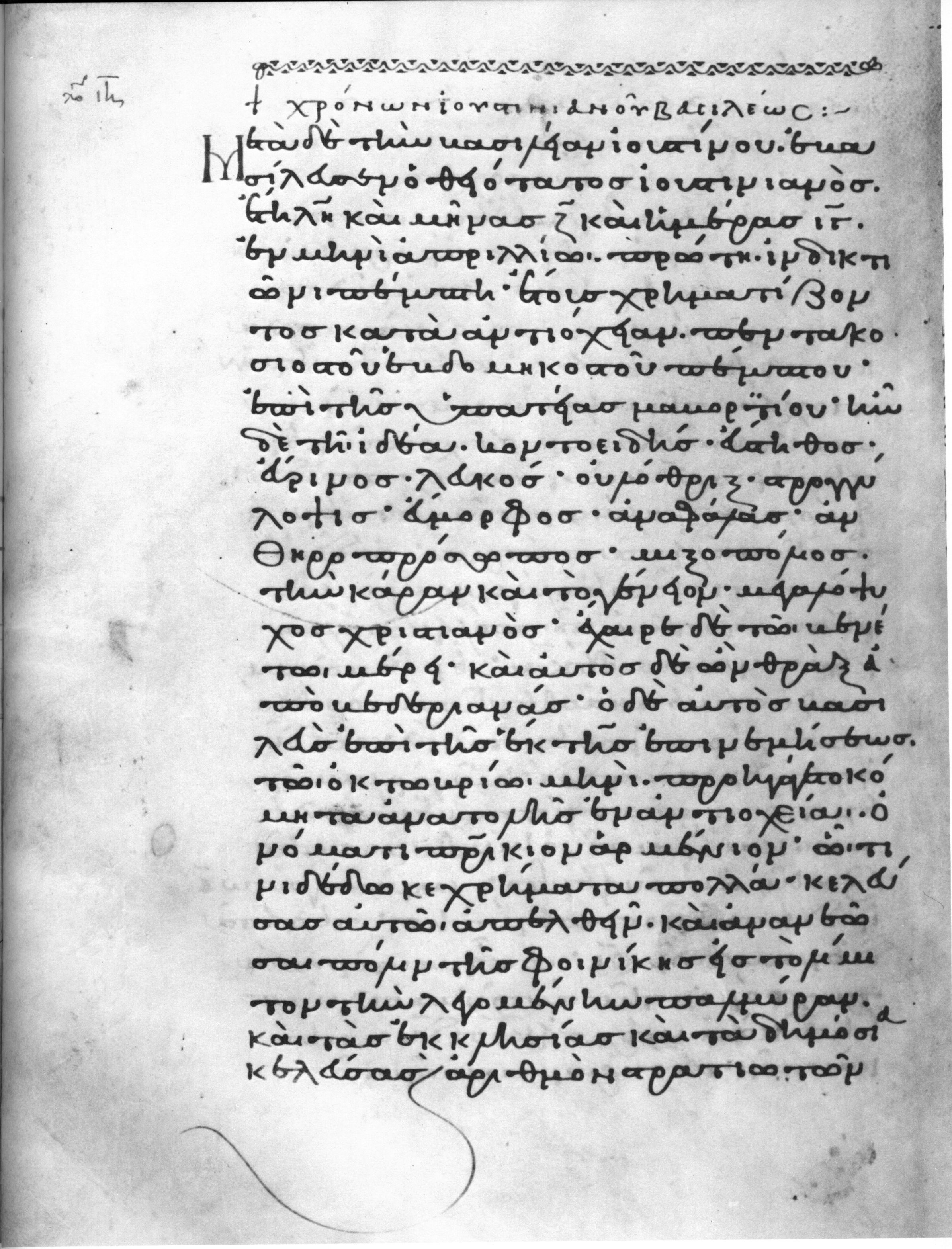
Начало 18 книги Хроники Малалы в почерке Оксфорда, Бодлеанская библиотека, MS. Barocci 182, fol. 273v

Иоа́нн Мала́ла (др.-греч. Ἰωάννης Μαλάλας, ок. 491—578) — византийский автор «Хронографии» (др.-греч. Χρονογραφία).
О нём ничего не известно, его происхождение и жизнь прослеживаются по содержанию его сочинения и имени-прозвища, которое по-сирийски значит ритор, то есть вероятно Иоанн занимал должность защитника в суде или адвоката. То обстоятельство, что Малала уделяет заметное внимание антиохийским событиям, позволяет предполагать в нём уроженца Антиохии (на севере античной Сирии), входившей в IV—VII веках в состав Восточной Римской (Византийской) империи. В последних главах «Хронографии» описываются события, связанные с Константинополем, откуда делается вывод о переселении её автора около 532 года в византийскую столицу.

## Общие сведения о хронике

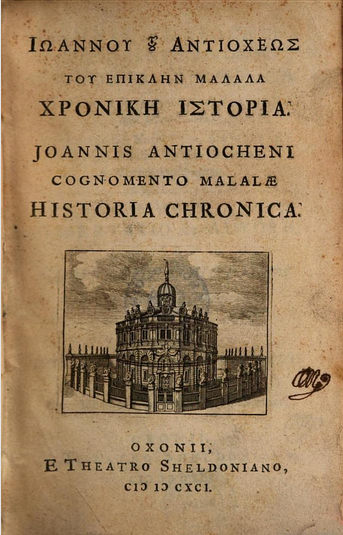
Historia Chronica, 1691

«Хронография» Иоанна Малалы является первой из дошедших до нас всемирной хроникой (обрывается на 563 годе, некоторые рукописи доводят изложение до 565 года — смерти Юстиниана и воцарения Юстина II), созданной в Византии. Полный греческий текст (за исключением начального фрагмента) сохранился в единственном списке XII века, хранящемся в Оксфорде. «Хронография» была переведена на старославянский язык (предположительно в X веке) с более раннего списка, чем оксфордский, и известна по извлечениям в составе различных русских средневековых хронографических компиляций. Основная текстологическая проблема заключается в отсутствии стабильного текста и единого авторитетного издания. Поскольку издание И. Турна 2000 года не совсем выполнило такую задачу, во Франции начата работа над новым изданием.
Структура «Хронографии» хронологически разбита на 18 книг:
- Книги 1, 2, 4: пересказ древнегреческих мифов или древнейшая история;
- Книга 3: библейская история;
- Книга 5: история Троянской войны по художественной версии Диктиса Критского (автор I—II вв., «Описание Троянской войны»);
- Книга 6: персидские цари, лидийский царь Крёз, македонские цари и начало Рима;
- Книга 7: Ромул и Рем, первые римские цари до Тарквиния;
- Книга 8: Александр, династии Птолемеев и Селевкидов;
- Книги 9—12: Юлий Цезарь и римские императоры до Констанция Хлора;
- Книги 13—18: римские и византийские императоры от Константина Великого до Юстиниана I.

Иоанн писал не на классическом древнегреческом языке, а использует раннесредневековое простонародное греческое наречие с разговорными элементами речи. Стиль хроники позволяет отнести её не столько к историческому сочинению, сколько к занимательному изложению истории в доступном для понимания простых людей виде, что позволило Иоанну передать античную историографию и языческую мифологию с позиций христианского мировоззрения. Иногда содержание первоисточников искажается, мифические герои смешиваются с историческими персонами, занимательные факты изложены в ущерб описанию исторических событий. Хроника основана на множестве самых разных источников, включая произведения античных авторов, но хронист пользуется ими по более поздним компиляциям римского и византийского времени. Некритичный подход к источникам и их вольный пересказ в соединении с недостаточной образованностью автора (по сравнению с его современниками Прокопием и Агафием) привели к тому, что христианско-византийское сочинение Иоанна Малалы (особенно в первых 15 книгах) содержит абсурдные ошибки и анахронизмы.
Начиная с событий при императоре Зеноне (царствовал 474—491 гг.), Иоанн излагает их со слов современников и очевидцев, и с этого времени хроника считается ценным историческим источником.
Популярность хроника приобрела прежде всего благодаря нравоучительному стилю в рамках библейской традиции, что стало особенно цениться в период утверждения феодальной идеологии в Византии, когда стала развиваться так называемая монашеская историография. «Хронография» Иоанна Малалы широко использовалась более поздними авторами (Иоанн Эфесский, Иоанн Антиохиец, Иоанн из Никиу), с которыми Малалу нередко путали. После XI века ссылки на него византийских авторов исчезают.

## Хроника Иоанна Малалы в древнерусских летописях
Впервые извлечения из славянского перевода «Хронографии» Иоанна Малалы отмечаются в 3-й редакции «Повести временных лет» под 1114 годом (лето 6622). В описании чудес там повествуется о случаях из прошлого, взятых у Малалы. В той же летописи древнерусский книжник, используя свободный пересказ переводчиком нескольких глав из 1-й, 2-й, 4-й книг Хронографии, отождествляет древнегреческих богов с языческими божествами славянского пантеона:

«Царствующю сему Феостѣ [ Гефест ] въ Егуптѣ, въ время царства его спадоша клѣщѣ съ небесѣ, нача ковати оружье, прѣже бо того палицами и камениемъ бьяхуся. Тъ же Феоста законъ устави женамъ за единъ мужь посагати и ходити говеющи, а иже прелюбы дѣющи, казнити повелѣваше. Сего ради прозваша ̀и богъ Сварогъ… И по семъ царствова сынъ его, именемъ Солнце [ Гелиос ], егоже наричють Даждьбогъ… Солнце царь, сынъ Свароговъ, еже есть Дажьбогъ, бѣ бо мужь силенъ.»

Aкадемик В. М. Истрин собрал из разных рукописей и изучил славянский перевод Иоанна Малалы. Он не дал однозначного ответа о месте и времени перевода «Хронографии» на славянский язык, хотя допускал возможность принадлежности переводчика Малалы к филологической школе болгарского просветителя X века Иоанна Экзарха.